# نورمان إل. ريتشاردسون
نورمان إل. ريتشاردسون (بالإنجليزية: Norman L. Richardson)‏ هو صحفي أمريكي، ولد في 20 فبراير 1935 في روستون في الولايات المتحدة، وتوفي في 11 يونيو 1999 في شريفبورت في الولايات المتحدة.